# Concentração de massa

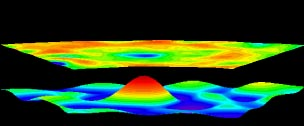
Topografia —acima— e campo gravitacional —abaixo— da concentração de massa correspondente ao Mare Serenitatis, na Lua (Lunar Prospector, NASA).

Em astronomia e astrofísica, uma concentração de massa (ou mascon; em inglês:  mass concentration) é uma região de um planeta ou de uma lua que contém uma grande anomalia gravitacional positiva. Em geral, o termo "mascon" pode ser usado como um substantivo para descrever uma distribuição de massa em excesso ou abaixo da superfície do planeta, como no Havaí. No entanto, este termo é na maioria das vezes usado para descrever uma estrutura geológica que tem uma anomalia gravitacional positiva associada a um recurso (por exemplo, uma depressão) que poderia ter sido esperado a ter uma anomalia negativa, como as "bacias mascon" na Lua.